# Бердыев, Курбан Бекиевич
Курба́н Беки́евич Берды́ев (туркм. Gurban Bekiýewiç Berdiýew; род. 25 августа 1952, Ашхабад) — советский футболист, защитник, полузащитник, туркменский и российский футбольный тренер. Мастер спорта СССР (1980). Кавалер ордена «За заслуги перед Республикой Татарстан» (2008), ордена «Аль-Фахр» I степени (2009), ордена Дружбы (2012), награждён медалью ордена «За заслуги перед Ростовской областью» (2016).
Более двенадцати лет — с 4 августа 2001 года по 20 декабря 2013 года и с 9 июня 2017 года по 5 июня 2019 года — являлся главным тренером футбольного клуба «Рубин» (Казань). В 2004—2012 годах также занимал должность вице-президента ФК «Рубин».
С 18 декабря 2014 года по 6 августа 2016 года — главный тренер ФК «Ростов». С 9 сентября 2016 года по 1 июня 2017 года совмещал в этом клубе две должности — вице-президента и тренера.
С августа 2021 года по июнь 2022 года — главный тренер казахстанского клуба «Кайрат» (Алматы). С июня по ноябрь 2022 года — главный тренер и технический директор иранского клуба «Трактор». С ноября 2022 года по апрель 2023 года — главный тренер ФК «Сочи». С июля 2023 года — главный тренер футбольного клуба «Динамо» (Махачкала). С июня 2024 года — главный тренер азербайджанского «Турана».

## Биография
Курбан Бердыев родился 25 августа 1952 года в столице Туркменской ССР — Ашхабаде. По национальности — туркмен. По вероисповеданию — мусульманин суннитского толка. Отец Бекий Бердыев — парторг полиграфкомбината.
В 1967 году окончил восемь классов общеобразовательной средней школы на русском языке в городе Ашхабаде.
В 1967—1971 годах учился в Ашхабадском государственном техникуме железнодорожного транспорта, в 1971—1975 годах — в Туркменском государственном университете имени М. Горького, а с 1989 по 1991 год — в Высшей школе тренеров в Москве.
В 1979—1980 служил в Советской армии, выступая за СКА (Ростов-на-Дону), старший лейтенант.

### Личная жизнь
Первая жена — преподаватель английского языка. Вторая жена — Роза Бердыева. У Бердыева — двое сыновей и дочь. Старший сын от первого брака — Марат, музыкант и продюсер. Младший сын — Аллаберды Бердыев (род. 5 августа 1996), занимался футболом в клубном интернате «Рубина». Дочь — Айлар, студентка.
Младший брат — Батыр Бердыев, футбольный тренер ашхабадского «Феникса».
Любит русскую литературу и шахматы.
В декабре 2023 года, на фоне российского вторжения на Украину, Бердыев и Евгений Калешин посетили оккупированный Россией Мариуполь, где встретились с бойцами батальона «Эспаньола» и передали им подарки и финансовую помощь, собранные представителями ФНЛ.

## Карьера игрока
В годы игровой карьеры Курбан Бердыев выступал на позициях полузащитника и иногда защитника.
Начал заниматься футболом в 1959 году в Ашхабаде. С 1966 года являлся воспитанником ашхабадской футбольной школы «Строитель». До 1970 года выступал за молодёжную команду ашхабадского ФК «Копетдаг».
В сезонах 1979—1980 выступал за СКА (Ростов-на-Дону), где стал капитаном команды, потом перешёл в ростовский «Ростсельмаш» (ныне — ФК «Ростов»), провёл 10 матчей, забив 4 гола.
Всего в высшей лиге чемпионата СССР по футболу провёл 155 матчей и забил 23 гола, в первой лиге — 211 матчей и 32 гола. В 1983 году в составе ФК «Кайрат» (Алма-Ата) стал победителем первой лиги чемпионата СССР.

## Тренерская карьера

### «Химик» (Джамбул, Казахская ССР)
В январе 1986 года вместе со своим коллегой и соседом Ваитом Талгаевым возглавил команду «Химик» (Джамбул) из второй лиги. Весной 1989 года приостановил тренерскую практику, отправившись в Москву на учёбу в Высшую школу тренеров. За три сезона команда заняла два призовых места.

### «Кайрат» (Алма-Ата, Казахстан)
Окончив в 1991 году Высшую школу тренеров в Москве, Курбан Бердыев отправился в Алма-Ату помощником главного тренера Бахтияра Байсеитова в ФК «Кайрат», где проработал два года.

### «Генчлербирлиги» (Анкара, Турция)
С 1993 по 1994 год по приглашению Валерия Непомнящего возглавлял турецкий футбольный клуб «Генчлербирлиги» (Анкара). Старт получился неудачным, команда проиграла «Бешикташу» (Стамбул), но вскоре закрепилась вверху турнирной таблицы, и руководство клуба высказало желание попасть в зону УЕФА. Бердыев заявил руководству клуба, что это нереально, и после публичной критики от одного из членов совета директоров покинул клуб, вернувшись на тренерскую работу в алма-атинский «Кайрат».

### «Кайрат» (Алма-Ата, Казахстан)
После возвращения из Турции, с 1994 по 1995 год был главным тренером «Кайрата».

### «Ниса» (Ашхабад, Туркменистан)
В 1998 году возглавил недавно созданную туркменскую команду «Ниса» из Ашхабада. Выиграв с «Нисой» Кубок Туркменистана 1998 года и чемпионат Туркменистана 1998/99, перешёл на должность главного тренера сборной Туркменистана.

### Сборная Туркменистана
В 1999 году недолго был главным тренером сборной Туркменистана, которую принял после отставки украинского тренера Виктора Пожечевского.

### «Кристалл» (Смоленск)
В мае 2000 года Бердыев возглавил смоленский «Кристалл». Бердыев привёл в клуб двух туркменских тренеров — Виталия Кафанова и Якуба Уразсахатова и пятерых туркменских футболистов — Бегенча Кулиева, Юрия Магдиева, Владимира Байрамова, Павла Харчика и Азата Кульджагазова. Команда финишировала на 5-м месте в турнире Первого дивизиона ПФЛ.
В это же время Курбан Бердыев был консультантом юношеской сборной России по футболу 1983 года рождения на чемпионате Европы 2000 года в Израиле.

### «Рубин» (Казань)
4 августа 2001 года Бердыев был назначен главным тренером футбольного клуба «Рубин» (Казань).
Перед началом сезона 2002 года команду пополнили ряд сильных игроков: Давид Чаладзе, Геннадий Сёмин, Михаил Синёв и Андрей Коновалов. В итоге команда провела очень успешный сезон. В 34 матчах было одержано 22 победы. По итогам сезона 2003 года «Рубин» завоевал третье место в российской премьер-лиге.

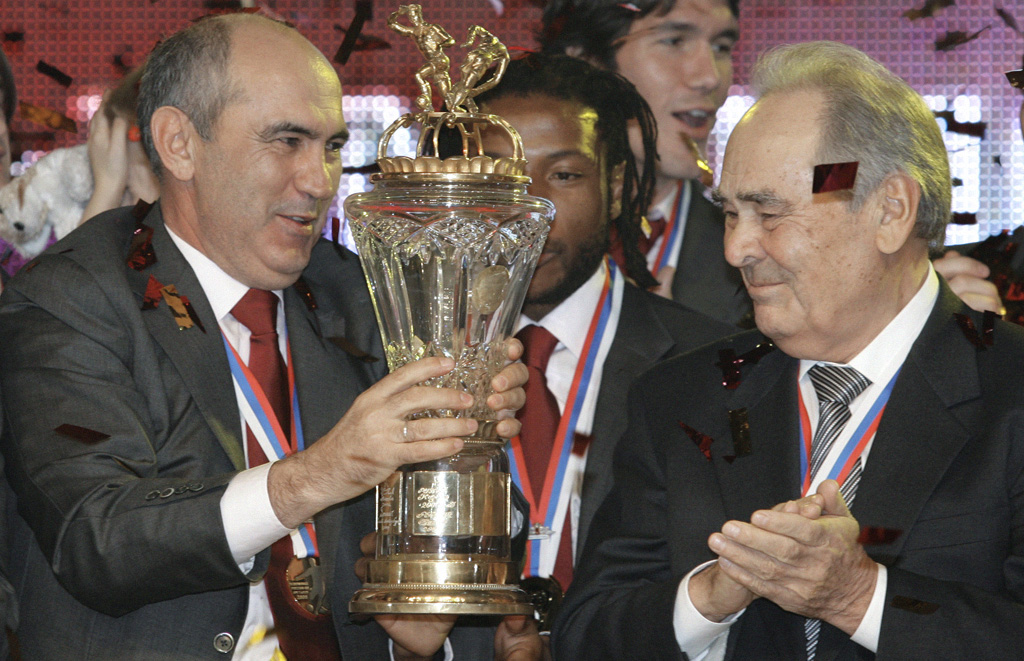
Курбан Бердыев и Президент Республики Татарстан Минтимер Шаймиев во время церемонии награждения ФК «Рубин» 2 декабря 2009 года.

В первый же сезон в РФПЛ команда заняла третье место, обыграв в последнем матче ЦСКА. Сезон 2004 года сложился неудачно — 10-е место при 7 победах в 30 играх. Следующие два сезона «Рубин» провёл достаточно уверенно — 4-е место в 2005 году и 5-е место в 2006 году. В 2007 году команда вновь оказалась в кризисе — 10-е место.
Однако уже в следующем сезоне команда из Казани преподнесла сенсацию. В 2008 году «Рубин» впервые стал чемпионом страны, опередив ЦСКА и московское «Динамо». «Рубин» лидировал в чемпионате с третьего тура и до конца турнира. При этом в гостях команда набрала больше очков, чем в домашних матчах. Ни один игрок «Рубина» в том сезоне не занял первое место в списке 33-х лучших игроков сезона, которые были определены РФС в декабре 2008 года, что косвенно говорит об особо значительной роли тренерской работы в успехе команды. Лидерами того «Рубина» были Сергей Рыжиков, Кристиан Ансальди, Сергей Семак, Гёкдениз Карадениз. В 2009 году команда из Татарстана повторила достижение, вновь выиграв золотые медали чемпионата страны. При этом в сезоне 2009 года команда из Казани стала показывать более зрелищную игру, забив в чемпионате 62 мяча против 44 в сезоне 2008 года. Лидерами нападения того «Рубина» были россиянин Александр Бухаров и аргентинец Алехандро Домингес, забившие в чемпионате по 16 мячей. В центре защиты появился испанец Сесар Навас, который стал одним из ключевых игроков команд Бердыева на долгие годы. В сезоне 2008/09 «Рубин» впервые в истории дошёл до финала Кубка России, где уступил в Химках ЦСКА (0:1). В 2010 году «Рубин» потерпел всего два поражения в 30 матчах чемпионата, пропустил всего 16 мячей, но занял только третье место после «Зенита» и ЦСКА (именно эти две команды по разу обыграли «Рубин» в том чемпионате).
Перед стартом сезона 2011/12 Бердыев заявил, что команда переходит на новый, более атакующий и зрелищный стиль игры. К смене философии Бердыева подтолкнули матчи в Лиге чемпионов против испанской «Барселоны».

«Для этого перехода требовалось время. Сейчас мы уже готовы к нему. Ребята хорошо отнеслись к смене стиля. Они хорошо работают на тренировках, контролируют мяч. Но здесь речь идёт не только о главной команде. На новую схему переходит также школа и интернат. К этому переходу нас подтолкнула „Барселона“.»— Курбан Бердыев.
По итогам сезона 2011/2012 «Рубин» впервые завоевал Кубок России, в финале в Екатеринбурге было обыграно московское «Динамо» (1:0, гол забил Роман Ерёменко).
В начале сезона 2012/2013 «Рубин» завоевал Суперкубок России по футболу 2012.
В сезонах 2011/12 и 2012/13 в чемпионате России «Рубин» занимал шестые места.

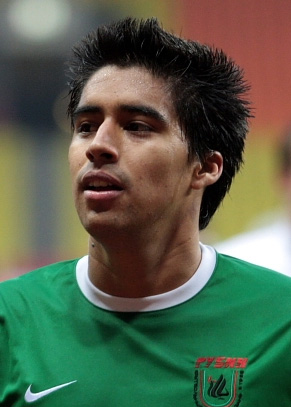
Полузащитник из Эквадора Кристиан Нобоа играл у Бердыева в «Рубине», «Ростове» и «Сочи»

В еврокубках при Бердыеве «Рубин» не добивался особо значимых турнирных успехов, хотя и одержал несколько побед над сильными европейскими клубами. Одним из наиболее памятных матчей стала гостевая победа над «Барселоной» (2:1) на групповой стадии Лиги чемпионов 2009/10. Однако та победа стала единственной для «Рубина» в 6 матчах в группе. В следующем сезоне «Рубин» вновь смог выиграть только один матч из шести на групповой стадии Лиги чемпионов (дома у «Копенгагена»). За три сезона в Лиге чемпионов (2009/10, 2010/11, 2011/12) «Рубин» провёл дома восемь матчей и ни разу не проиграл (две победы и шесть ничьих).
В Лиге Европы для «Рубина» наиболее успешно сложился сезон 2012/13, когда на групповой стадии клуб не проиграл ни разу (4 победы и 2 ничьи), включая домашний разгром миланского «Интера» (3:0, дубль Саломона Рондона). В 1/16 финала казанская команда прошла мадридский «Атлетико» под руководством Диего Симеоне, благодаря сенсационной победе в гостях 14 февраля 2013 года (2:0, голы Карадениза и Орбаиса). В 1/8 финала в дополнительное время ответного матча «Рубин» сломил сопротивление «Леванте». В 1/4 финала «Рубин» в первом матче в гостях проиграл «Челси» (1:3), а в ответном матче сумел выиграть 3:2, но уступил по сумме двух матче 4:5 (три из пяти мячей у «Челси» забил Фернандо Торрес). «Челси» затем выиграл турнир, победив в финале «Бенфику». Все три домашних матча стадии плей-офф Лиги Европы 2012/13 зимой и весной 2013 года «Рубин» провёл в Москве на стадионе «Лужники» из-за неготовности своего стадиона «Центральный» в Казани. В сезоне 2013/14, по ходу которого Бердыев покинул «Рубин», команда выдала 12-матчевую беспроигрышную серию в Лиге Европы, вновь пройдя групповую стадию без поражений (ранее «Рубин» также без поражений прошёл три предварительных раунда), однако зимой 2014 года уже без Бердыева команда уступила в 1/16 финала испанскому «Бетису» (0:2 и 1:1).

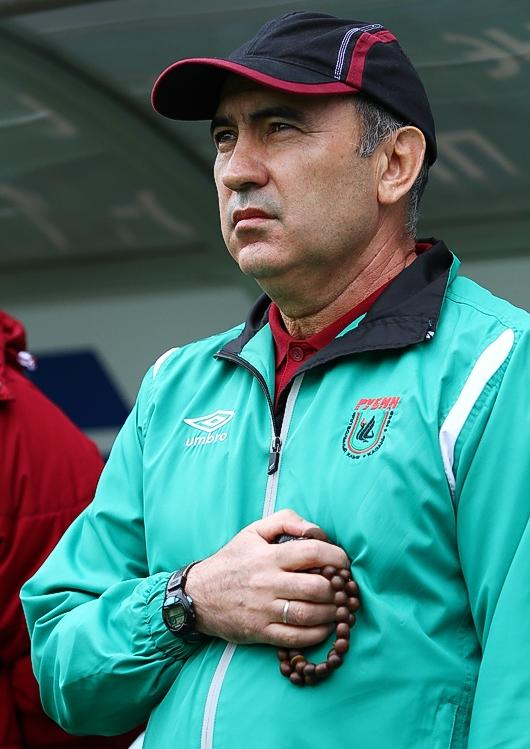
Бердыев в апреле 2011 года

23 ноября 2012 года агент ФИФА Георг Яблуков, представляющий интересы полузащитника Гёкхана Тёре, обвинил ФК «Рубин» и лично Курбана Бердыева в вымогательстве денег и обратился с просьбой о помощи в решении этой проблемы к Президенту Татарстана. В связи с этим МВД Республики Татарстан начало проверку документации, касающейся трансфера полузащитника. В свою очередь, Гёкхан Тёре и Курбан Бердыев сообщили, что готовы к любому сотрудничеству с соответствующими инстанциями, которое поможет обнародованию реальных обстоятельств, не имеющих ничего общего с приписываемыми противоправными действиями. 13 декабря 2013 года стало известно, что Курбан Бердыев через немецких адвокатов подал в суд на представителей футболиста Гёкхана Тёре — Георга Яблукова и Бектаса Демиртаса. 30 декабря 2012 года Бердыев продлил контракт с «Рубином» на 2,5 года В мае 2013 года представители Гёкхан Тёре Яблуков и Демиртас дали признательные показания в суде, что не обвиняли Бердыева в коррупции, а Яблуков заявил, что не может сказать, имеет ли Бердыев вообще какое-либо отношение к этому делу и переговорам по трансферу. Таким образом, с Курбана Бердыева были сняты все обвинения в коррупции.
23 августа 2013 года стало известно, что Бердыев впервые был приглашён в качестве одного из лучших тренеров континента на 15-й форум элитных тренеров УЕФА в Ньоне, который состоялся 4 и 5 сентября 2013 года.
20 декабря 2013 года по итогам заседания Попечительского совета ФК «Рубин», возглавляемого главой Республики Татарстан Рустамом Миннихановым, Бердыев был уволен с должности главного тренера. Вместе с Бердыевым команду покинул генеральный директор клуба Андрей Громов. Также была упразднена должность вице-президента, которую с января 2013 года занимал Камиль Исхаков.
В связи с этими громкими отставками президент ФК «Рубин» Валерий Сорокин сообщил: 

«Всем известно об определённой обстановке, которая сложилась внутри клуба… Поэтому Попечительский совет и учредители клуба решили внести кадровые коррективы. Так, приняты решения об отставке трёх топ-менеджеров клуба — это вице-президент клуба Камиль Исхаков, главный тренер „Рубина“ Курбан Бердыев и генеральный директор клуба Андрей Громов».— Валерий Сорокин.
Председатель правления региональной общественной организации «Объединение отечественных тренеров по футболу» Михаил Гершкович считал отставку Курбана Бердыева с должности главного тренера ФК «Рубин» «очень большой ошибкой» руководства казанского клуба. В своём интервью агентству «Р-Спорт» он заявил следующее: 

«…Бердыев — специалист масштаба Алекса Фергюсона, который на протяжении почти 27 лет был системообразующей фигурой в „Манчестер Юнайтед“. Я думал, что Бердыев может продолжить такую же традицию и у нас в стране. Он выиграл в стране всё, что возможно — дважды чемпионат России, Кубок и Суперкубок страны, был в призёрах несколько раз. У какого тренера в России лучше показатели, чем у Бердыева за последние 10 лет?… Бердыев не только руководил командой, но и серьёзно развивал футбол в Татарстане, была создана академия. Команда играла прилично до тех пор, пока некоторые люди не начали ставить палки в колёса и бороться за власть в клубе. Бердыев же профессионал, который долго без работы не останется. Он один из ведущих тренеров в Европе. Это очень глупое и невзвешенное решение. Для „Рубина“ это большая потеря»".— Михаил Гершкович.
Экс-полузащитник «Рубина» Сергей Семак также выразил сожаление в связи с отставкой Курбана Бердыева.
25 декабря 2013 года стало известно о том, что Бердыев взял паузу в работе до лета 2014 года, после чего мог сменить главного тренера ФК «Динамо (Киев)» Олега Блохина, но планы не были осуществлены.

### «Ростов» (Ростов-на-Дону)

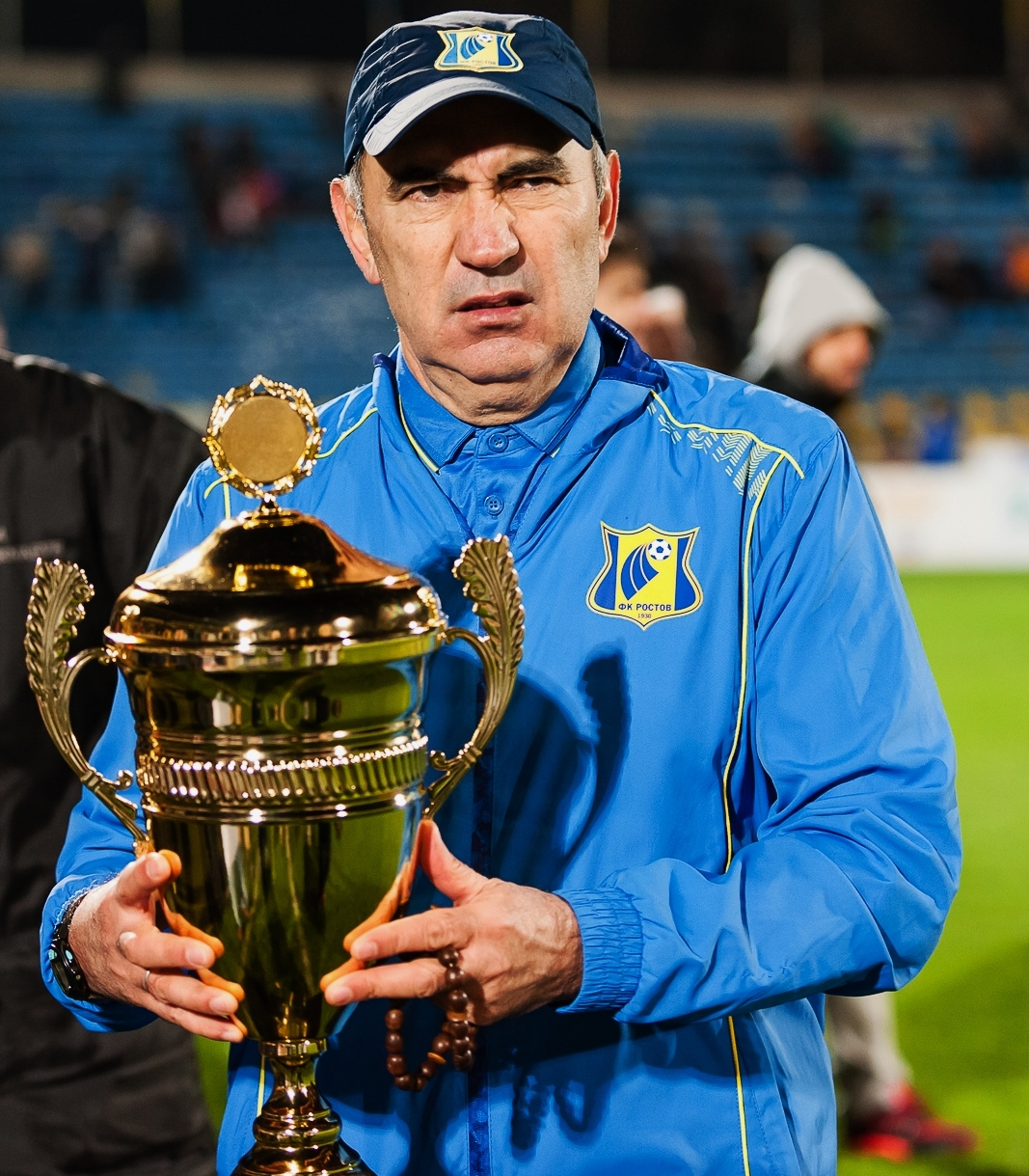
Курбан Бердыев. «Ростов» — «Рубин». 1:0 (4 декабря 2015 года).

18 декабря 2014 года Бердыев был назначен главным тренером клуба «Ростов» из города Ростова-на-Дону. В тренерский штаб ростовчан вошли бывшие помощники Бердыева по работе в «Рубине»: Виталий Кафанов, Иван Данильянц, Александр Мацюра, Якуб Уразсахатов и Владимир Кулаев.
На момент назначения Бердыева на должность главного тренера команда замыкала турнирную таблицу чемпионата России, находясь на последнем 16-м месте и имея в активе 11 очков.
В январе 2015 года команда под руководством Бердыева провела свой первый сбор в Дубае (ОАЭ). Новому наставнику удалось поднять команду с последнего места в зону стыковых матчей, после чего в двухматчевом противостоянии 3 и 7 июня 2015 года «Ростов» взял верх над «Тосно» 1:0 и 4:1 и сохранил место в премьер-лиге.
В июне 2015 года стало известно, что Бердыев остаётся главным тренером команды. Новое соглашение было заключено на два года.
21 мая 2016 года ФК «Ростов» под руководством Бердыева завоевал серебряные медали чемпионата России, что стало главной сенсацией турнира. Кроме того, сезон 2015/2016 стал самым успешным в истории клуба. Впервые за все годы своего существования команда получила право принять участие в Лиге чемпионов.
3 августа 2016 года в третьем квалификационном раунде турнира Лиги чемпионов «Ростов» в ответном матче обыграл бельгийский «Андерлехт» со счётом 2:0 и вышел в четвёртый отборочный раунд. Но, вне зависимости от результата матча, 6 августа 2016 года Бердыев покинул ростовскую команду. О своём предстоящем уходе главный тренер поставил в известность руководство клуба ещё до начала сезона. Решение покинуть свой пост он объяснил долгами клуба по заработной плате перед тренерами, футболистами и персоналом команды. В качестве причин ухода Бердыева назывались также разногласия с руководством Ростовской области по поводу развития местного футбольного клуба и конфликт с одним из спонсоров команды, бизнесменом Иваном Саввиди. Сам Саввиди отрицал наличие конфликта с Бердыевым.
После отставки Бердыева СМИ стали связывать его имя с московскими «Спартаком» и «Локомотивом» и со сборной России. По некоторым данным, летом 2016 года, после ухода Аленичева, Бердыев дважды встречался с Леонидом Федуном и получил предложение возглавить «Спартак». Но в итоге стороны не договорились о сотрудничестве.
Сообщалось, что Бердыев может возглавить «Локомотив», но переговоры также не привели к его назначению.
15 августа 2016 года официальный сайт «Ростова» сообщил что Бердыев будет являться консультантом команды в матчах Лиги чемпионов против «Аякса». По итогам двух матчей «Ростов» прошёл «Аякс», сыграв в гостях 1:1 и дома 4:1.
9 сентября 2016 года Бердыев был назначен вице-президентом и тренером ФК «Ростов», а главным тренером — Иван Данильянц. Командой по большей части руководил Дмитрий Кириченко, у которого не было соответствующей лицензии для должности главного тренера.
1 июня 2017 года Курбан Бердыев покинул ФК «Ростов». Клуб поблагодарил специалиста за то, что ему удалось вывести команду на новый уровень. Сам Бердыев признался: «Ростов навсегда останется в наших сердцах».

### Возвращение в «Рубин»
9 июня 2017 года официальный сайт «Рубина» объявил, что клуб достиг принципиальной договорённости о возвращении Бердыева на пост главного тренера. 5 июня 2019 года был отправлен в отставку до истечения контракта с клубом. Отмечается, что в клубе были недовольны результатами и игрой команды, при том что тренер получал зарплату € 3 млн в год. «Рубин» завершил сезон на 11-м месте.
После ухода из «Рубина» имя Бердыева в новостных сообщениях упоминалось в контексте возможного места работы в ряде российских команд. В марте 2021 года на сборе «КАМАЗа» в Турции неофициально консультировал челнинскую команду, ранее — другой клуб ПФЛ «Челябинск». В интервью Геннадию Орлову в ноябре 2020 года заявлял о желании и готовности возглавить клуб с серьёзными задачами.

### Возвращение в «Кайрат»
27 мая 2021 года Бердыев вернулся к активной работе, получив должность советника председателя наблюдательного совета казахстанского клуба «Кайрат», за который выступал в качестве игрока, а также возглавлял в качестве главного тренера. В задачу специалиста входило сопровождение и консультация работы основного состава, академии клуба и проекта «Кайрат» Москва. Спустя три месяца, 24 августа 2021 года пресс-служба «Кайрата» объявила о назначении Бердыева главным тренером команды сроком до конца года с возможностью продления ещё на два сезона.
Под руководством Бердыева «Кайрат» сумел выиграть Кубок Казахстана и завоевать бронзовые медали национального первенства. В мае 2022 года фан-клуб «Кайрата» призвал Бердыева поставить команде атакующий футбол или уйти в отставку. 6 июня 2022 года тренер и клуб договорились о прекращении сотрудничества по взаимному согласию сторон. На тот момент «Кайрат» после 12-ти туров чемпионата занимал 8-е место в турнирной таблице, набрав 16 очков.

### «Трактор» Тебриз
20 июня 2022 года Бердыев возглавил иранский клуб «Трактор» из Тебриза. Специалист получил право курировать всю деятельность клуба, включая академию и инфраструктуру. Однако под руководством Бердыева иранский клуб провёл лишь 11 матчей. 24 ноября 2022 года Бердыев принял решение покинуть «Трактор» из-за переговоров о продолжении тренерской карьеры в России.

### «Сочи»
26 ноября 2022 года владелец клуба «Сочи» Борис Ротенберг сообщил о назначении Курбана Бердыева на пост главного тренера команды, отмечалось, что тренер уже представлен команде, а его контракт рассчитан на 2,5 года. 25 декабря 2022 года «Сочи» официально объявил о назначении Бердыева главным тренером клуба. 10 апреля 2023 года руководство «Сочи» объявило об уходе Курбана Бердыева с поста главного тренера.

### «Динамо» (Махачкала)
9 июля 2023 года было объявлено о назначении Бердыева на должность главного тренера махачкалинского «Динамо».

## Статистика в качестве главного тренера
Данные по состоянию на 27 ноября 2023 года
| «Химик» (Джамбул)    | Союз Советских Социалистических Республик | 1 января 1986   | 30 июня 1989    | 105 | 55  | 16  | 34  | 052,38 |
| «Генчлербирлиги»     | Турция                                    | 1 июля 1993     | 29 декабря 1993 | 16  | 7   | 3   | 6   | 043,75 |
| «Кайрат»             | Казахстан                                 | 1 апреля 1994   | 31 декабря 1995 | 63  | 23  | 9   | 31  | 036,51 |
| «Мунайши»            | Казахстан                                 | 1 января 1996   | 31 декабря 1996 | 41  | 23  | 10  | 8   | 056,10 |
| «Ниса»               | Туркменистан                              | 1 января 1998   | 30 июня 1999    | 33  | 26  | 3   | 4   | 078,79 |
| «Кристалл»           | Россия                                    | 15 мая 2000     | 30 июля 2001    | 51  | 25  | 7   | 19  | 049,02 |
| «Рубин»              | Россия                                    | 4 августа 2001  | 20 декабря 2013 | 488 | 229 | 127 | 132 | 046,93 |
| «Ростов»             | Россия                                    | 18 декабря 2014 | 6 августа 2016  | 48  | 28  | 10  | 10  | 058,33 |
| «Рубин»              | Россия                                    | 9 июня 2017     | 5 июня 2019     | 66  | 19  | 26  | 21  | 028,79 |
| «Кайрат»             | Казахстан                                 | 24 августа 2021 | 6 июня 2022     | 32  | 14  | 8   | 10  | 043,75 |
| «Трактор» (Тебриз)   | Иран                                      | 19 июня 2022    | 24 ноября 2022  | 11  | 4   | 3   | 4   | 036,36 |
| «Сочи»               | Россия                                    | 25 декабря 2022 | 10 апреля 2023  | 5   | 2   | 0   | 3   | 040,00 |
| «Динамо» (Махачкала) | Россия                                    | 9 июля 2023     | 1 февраля 2024  | 21  | 11  | 4   | 6   | 052,38 |
| Всего                | Всего                                     | Всего           | Всего           | 980 | 466 | 226 | 288 | 047,55 |

## Достижения в спорте

### Командные
Ниса
- Чемпион Туркменистана: 1998/99
- Обладатель Кубка Туркменистана: 1998

Итого: 2 трофея
Рубин
- Чемпион России (2): 2008, 2009
- Бронзовый призёр чемпионата России (2): 2003, 2010
- Обладатель Кубка России: 2011/12
- Обладатель Суперкубка России (2): 2010, 2012
- Победитель Первого дивизиона России: 2002
- Обладатель Кубка чемпионов Содружества: 2010

Итого: 7 трофеев
Ростов
- Серебряный призёр чемпионата России: 2015/16

Кайрат
- Бронзовый призёр чемпионата Казахстана: 2021
- Обладатель Кубка Казахстана: 2021

### Личные
- Лучший тренер России по версии РФС (2): 2008, 2009[87]
- Лучший тренер месяца чемпионата России по футболу (2): март 2013, апрель 2013

## Награды
- 2008 — орден «За заслуги перед Республикой Татарстан» — за выдающиеся спортивные достижения по футболу в сезоне 2008 года, большой вклад в развитие физической культуры и спорта в Республике Татарстан[7][8][88].
- 2009 — орден «Аль-Фахр» I степени (высшая награда Совета муфтиев России) — за преумножение духовных традиций[9][10].
- 2012 — орден Дружбы — за заслуги в развитии физической культуры и спорта и многолетнюю добросовестную работу[11].
- 2012 — Благодарность президента Татарстана Рустама Минниханова — за плодотворную работу и достойный вклад в развитие отечественного футбола в Республике Татарстан[89].
- 2016 — медаль ордена «За заслуги перед Ростовской областью» и знак губернатора Ростовской области «Во славу донского спорта» (такие же награды получили и все двадцать игроков команды ФК «Ростов») — за второе место команды в чемпионате России по футболу 2015/2016 (высочайшее достижение в истории клуба)[12][13].